# Heard You Missed Me, Well I'm Back
Heard You Missed Me, Well I'm Back är den amerikanska funkgruppen Sly and the Family Stones nionde album, utgivet av Epic Records 1976.

## Låtlista
Alla låtar är skrivna och producerade av Sly Stone.

### Sida 1
1. "Heard Ya Missed Me, Well I'm Back"
2. "What Was I Thinking In My Head"
3. "Nothing Less Than Happiness"
4. "Sexy Situation"
5. "Blessing In Disguise"

### Sida 2
1. "Everything In You"
2. "Mother Is A Hippie"
3. "Let's Be Together"
4. "The Thing"
5. "Family Again"

## Medverkande musiker

### Sly & the Family Stone
- Sly Stone: sång, keyboard, gitarr, bas, med mera
- Cynthia Robinson: trumpet, sång
- Joe Baker: gitarr, sång
- Dwight Hogan: bas, sång
- John Colla: alt- och sopransaxofon, sång
- Steve Schuster: tenorsaxofon, flöjt
- John Farey: keyboard, percussion
- Virginia Ayers: sång, percussion
- Anthony Warren: trummor
- M'Lady Bianca: solo- och körsång, klarinett
- Vicki Blackwell: fiol

### Övriga musiker
- Ed Bogas & Sly: stråkarrangemang
- Armando Peraza: timbales, congas
- Peter Frampton: gitarr på "Let's Be Together"
- Sister Vet & Cousin Tiny: sång